# Oros Erymanthos
Oros Erymanthos este o arie protejată (arie specială de conservare — SAC, sit de importanță comunitară — SCI) din Grecia întinsă pe o suprafață de 19.338,24 ha, integral pe uscat.

## Localizare
Centrul sitului Oros Erymanthos este situat la coordonatele 37°58′03″N 21°52′40″E / 37.967443°N 21.87765°E.

## Înființare
Situl Oros Erymanthos a fost declarat sit de importanță comunitară în aprilie 1997 pentru a proteja 4 specii de animale. Situl a fost protejat și ca arie specială de conservare în martie 2011.

## Biodiversitate
Situată în ecoregiunea mediteraneană, aria protejată conține 14 habitate naturale: Râuri mediteraneene cu debit intermitent, cu specii de Paspalo-Agrostidion, Lande oro-mediteraneene cu formațiuni endemice de grozamă, Matorral arborescenți cu Juniperus spp., Sarcopoterium spinosum phryganas, Formațiuni ierboase bogate în specii de Nardus, dezvoltate pe substraturi silicioase în zone montane (și în zone submontane, în Europa continentală), Grohotișuri est-mediteraneene, Pante stâncoase calcaroase cu vegetație casmofită, Peșteri inaccesibile publicului, Păduri panonice-balcanice de stejar turcesc - stejar sesil, Păduri de Castanea sativa, Păduri de Platanus orientalis și Liquidambar orientalis (Platanion orientalis), Păduri de Quercus brachyphylla din zona Mării Egee, Păduri de pin (sub-) mediteraneene cu pini negri endemici, Păduri endemice cu Juniperus spp..
La baza desemnării sitului se află mai multe specii protejate:
- mamifere (2): liliac cârn (Barbastella barbastellus), vidră de râu (Lutra lutra)
- reptile (2): șarpele cu patru dungi (Elaphe quatuorlineata), Testudo marginata

Pe lângă speciile protejate, pe teritoriul sitului au mai fost identificate 36 de specii de plante, 7 specii de amfibieni, 9 specii de mamifere, 11 specii de reptile.